# Kumulonimbus capillatus
Kumulonimbus capillatus ali razviti nevihtni oblak je zelo masivni oblak. Njegova značilnost, ki ga loči od drugih oblakov, je njegov zgornji del, ki ga sestavljajo majhni ledeni kristali in ima pogosto obliko nakovala, peresa ali pa ima obliko prostranih neurejenih las.
Je edini oblak, ki se lahko širi od skoraj zameljskega površja navzgor do tropopavze. Prinaša dež, plohe, točo in veter. Vertikalno premikanje zraka v oblaku in okoli oblaka je lahko zelo nevarno za letala. Zgornji del oblaka se lahko razširja vodoravno na različnih nadmorskih višinah.
Povzroča lahko tudi zelo vidno virgo.
Nevihtni oblaki imajo lahko dve razvojni stopnji. Pri prvi nastajajo plešasti (Kumulonimbus calvus), pri drugi pa dlakasti (Kumulonimbus capillatus) oblaki. S temi izrazi opisujejo vremenoslovci začetno in končno obliko nevihtnih oblakov.